# نانتاکت ۷۰۴۱
سیارک ۷۰۴۱ (به انگلیسی: 7041 Nantucket، نامگذاری:4081P-L) هفت هزار و چهل و یکمین سیارک کشف شده‌است که در ۲۴ سپتامبر ۱۹۶۰ کشف شد.
قدر مطلق سیارک برابر ۱۴٫۳۰ است.